# Liam Hemsworth
Liam Keith Hemsworth (ur. 13 stycznia 1990 w Melbourne) – australijski aktor telewizyjny i filmowy.

## Życiorys

### Wczesne lata
Urodził się w Melbourne w Australii w rodzinie anglikańskiej jako najmłodszy z trzech synów Leonie (z domu van Os), nauczycielki języka angielskiego, i Craiga  Hemswortha, doradcy usług społecznych. Ze strony matki jest pochodzenia holenderskiego, a ze strony ojca brytyjskiego i niemieckiego. Dorastał w Outback w Bulman wraz z dwoma starszymi braćmi: Chrisem (ur. 11 sierpnia 1983) i Lukiem (ur. 5 listopada 1981), którzy zostali także aktorami. Później, kiedy miał 8 lat, wraz z rodziną przeniósł się do Phillip Island, na południe od Melbourne, gdzie z braćmi spędził wiele swego czasu na surfowaniu. Uczęszczał do Lion High School.
W marcu 2009 Hemsworth przeniósł się do Stanów Zjednoczonych, aby kontynuować tam karierę aktorską. On i jego brat Chris najpierw zatrzymali się w pensjonacie menedżera Chrisa – Williama Warda, przed wynajęciem własnego mieszkania w Los Angeles.

### Kariera
Zanim został aktorem, przez sześć miesięcy kładł podłogi. Brał udział w szkolnych przedstawieniach. W wieku szesnastu lat uczestniczył w pierwszych przesłuchaniach i ostatecznie rozpoczął swoją karierę w 2007 roku od gościnnych występów w australijskich serialach: Zatoka serc (Home and Away) i Córki McLeoda (McLeod's Daughters). Od 8 lipca 2007 do 2008 roku grał postać sparaliżowanego sportowca Josha Taylora w australijskiej operze mydlanej Sąsiedzi (Neighbours). W serialu telewizyjnym dla młodzieży Księżniczka z krainy słoni (The Elephant Princess, 2008–2009) wystąpił w roli Marcusa, gitarzysty z zespołu głównego bohatera.
Później pojawił się jako Marc w dwóch odcinkach serialu Satysfakcja (Satisfaction, 2009). Na dużym ekranie zadebiutował w epizodycznej roli w dramacie sci-fi Zapowiedź (Knowing, 2009) z Nicolasem Cage. Po występie w thrillerze Piąty wymiar (Triangle, 2009), pojawił się w melodramacie Ostatnia piosenka (The Last Song, 2010) z udziałem Miley Cyrus, Kelly Preston i Grega Kinneara oraz jako Billy „The Kid” Timmons w dramacie sensacyjnym Niezniszczalni 2 (The Expendables 2, 2012) u boku Sylvestra Stallone’a. Jednak pozycję wśród największych gwiazd kina akcji zagwarantowała mu kreacja Gale’a Hawthorne’a w filmie Igrzyska śmierci (The Hunger Games, 2012) z Jennifer Lawrence. W 2015 gościł w programie Muppety.
Był na okładkach magazynów takich jak „Entertainment Weekly” (w sierpniu 2011), „The Hollywood Reporter” (w lutym 2012), „Details” (w marcu 2012), „GQ” (w kwietniu 2012, czerwcu 2016 i maju 2019), „Men’s Health” (w maju 2012, we wrześniu 2012, w grudniu 2015 i w maju 2020), „Bravo” (w kwietniu i grudniu 2013, w grudniu 2015), „Esquire” (w styczniu 2015), „Men’s Fitness” (w marcu i w listopadzie 2015), „Vanity Fair” (w czerwcu 2016) i „People” (w styczniu 2019).
Został ambasadorem Australian Childhood Foundation.

## Życie prywatne
W latach 2009–2013 i od listopada 2015 był związany z Miley Cyrus, z którą ożenił się 23 grudnia 2018. 10 sierpnia 2019 doszło do separacji, a 28 stycznia 2020 ogłoszono rozwód.

## Filmografia
| Rok       | Tytuł filmu                                        | Postać                  |
| --------- | -------------------------------------------------- | ----------------------- |
| 2007      | Zatoka serc (Home and Away)                        |                         |
| 2007      | Córki McLeoda (McLeod's Daughters)                 | Damo                    |
| 2007–2008 | Sąsiedzi (Neighbours)                              | Josh Taylor             |
| 2008–2009 | Księżniczka z krainy słoni (The Elephant Princess) | Marcus                  |
| 2009      | Satysfakcja (Satisfaction)                         | Marc                    |
| 2009      | Piąty wymiar                                       | Victor                  |
| 2009      | Zapowiedź                                          | Spencer                 |
| 2010      | Ostatnia piosenka                                  | Will Blakelee           |
| 2012      | Niezniszczalni 2 (The Expendables 2)               | Billy "The Kid" Timmons |
| 2012      | Igrzyska śmierci                                   | Gale Hawthorne          |
| 2013      | Paranoja (Paranoia)                                | Adam Cassidy            |
| 2013      | Igrzyska śmierci: W pierścieniu ognia              | Gale Hawthorne          |
| 2013      | Empire State: Ryzykowna Gra                        | Chris                   |
| 2013      | Miłość i honor (Love and Honor)                    | Mickey Wright           |
| 2014      | Miasteczko Cut Bank                                | Dwayne McClaren         |
| 2014      | Igrzyska śmierci: Kosogłos. Część 1                | Gale Hawthorne          |
| 2015      | Projektantka                                       | Ted McSwiney            |
| 2015      | Igrzyska śmierci: Kosogłos. Część 2                | Gale Hawthorne          |
| 2016      | Dzień Niepodległości: Odrodzenie                   | Jake Morrison           |
| 2016      | Pojedynek                                          | David Kingston          |

## Nagrody
| Rok  | Rezultat  | Nagroda                       | Kategoria                 | Produkcja         |
| ---- | --------- | ----------------------------- | ------------------------- | ----------------- |
| 2010 | Wygrana   | Young Hollywood Awards        | Debiut roku               | Ostatnia piosenka |
| 2010 | Wygrana   | Teen Choice Awards            | Najlepszy debiut aktorski | Ostatnia piosenka |
| 2010 | Nominacja | Teen Choice Awards            | Ulubiony romans           | Ostatnia piosenka |
| 2010 | Nominacja | Teen Choice Awards            | Ulubiony pocałunek        | Ostatnia piosenka |
| 2010 | Wygrana   | Australian Kids Choice Awards | Ulubiony pocałunek        | Ostatnia piosenka |